# Tim Minear
Timothy P. „Tim“ Minear (* 29. října 1963 New York) je americký scenárista a režisér.
Byl asistentem režiséra snímku Četa (1986), od 90. let působí především v televizi jako scenárista, režisér či výkonný producent. Napsal scénáře pro různé epizody seriálů Superman, Akta X, Wonderfalls, The Inside, Drive, Čmuchalové, Chicago: Zákon ulice a American Horror Story. Od začátku 21. století spolupracuje s Jossem Whedonem, výrazně se podílel na jeho seriálech Angel, Firefly a Dům loutek.